# گئورگی برگوی
گئورگی برگوی (به انگلیسی: Georgy Beregovoy) فضانورد اهل اتحاد شوروی است که در ۱۵ آوریل ۱۹۲۱ در استان پولتاوا زاده شد. وی در مأموریت سایوز-۳ حضور داشته است.